# Liste von Terroranschlägen in Laos
Die Liste von Terroranschlägen in Laos enthält eine Übersicht über in Laos verübte Terroranschläge.

## Erläuterung
In der Spalte Politische Ausrichtung ist die politische bzw. weltanschauliche Einordnung der Täter angegeben: faschistisch, rassistisch, nationalistisch, nationalsozialistisch, sozialistisch, kommunistisch, antiimperialistisch, islamistisch (schiitisch, sunnitisch, deobandisch, salafistisch, wahhabitisch), hinduistisch. Bei vorrangig auf staatliche Unabhängigkeit oder Autonomie zielender Ausrichtung ist autonomistisch vorangestellt, gefolgt von der Region oder der Volksgruppe und ggf. weiteren Merkmalen der Täter: armenisch, irisch (katholisch), kurdisch, tirolisch, tschetschenisch, dagestanisch, punjabisch (sikhistisch), palästinensisch.

## 2000
| Datum / Beginn    | Ort       | Artikel/Quelle(n) | Täter | Politische Ausrichtung | Mittel                 | Ziel                            | Tote | Verletzte | Hintergrund |
| ----------------- | --------- | ----------------- | ----- | ---------------------- | ---------------------- | ------------------------------- | ---- | --------- | ----------- |
| 28. Mai 2000      | Vientiane | [ 1 ]             |       |                        | Sprengsatz             | Markt                           | 0    | 15        |             |
| 30. Mai 2000      | Vientiane | [ 2 ]             |       |                        | Sprengsatz             | Hotel                           |      | 10        |             |
| 06. Juni 2000     | Vientiane | [ 3 ]             |       |                        | Sprengsatz             | Bushaltestelle                  | 0    | 3         |             |
| 31. Juli 2000     | Vientiane | [ 4 ]             |       |                        | Sprengsatz             | Postamt                         | 0    | 5         |             |
| 09. November 2000 | Vientiane | [ 5 ]             |       |                        | Sprengsatz auf Fahrrad | Flughafen Vientiane, Zivilisten | 1    | 4         |             |

## 2001
| Datum / Beginn  | Ort       | Artikel/Quelle(n) | Täter | Politische Ausrichtung | Mittel      | Ziel                                                | Tote | Verletzte | Hintergrund |
| --------------- | --------- | ----------------- | ----- | ---------------------- | ----------- | --------------------------------------------------- | ---- | --------- | ----------- |
| 24. Januar 2001 | Vientiane | [ 6 ]             |       |                        | Sprengstoff | Thailändische Zivilisten an der Freundschaftsbrücke | 0    | 9         |             |

## 2003
| Datum / Beginn   | Ort           | Artikel/Quelle(n) | Täter | Politische Ausrichtung | Mittel               | Ziel           | Tote | Verletzte | Hintergrund |
| ---------------- | ------------- | ----------------- | ----- | ---------------------- | -------------------- | -------------- | ---- | --------- | ----------- |
| 06. Februar 2003 | Luang Prabang | [ 7 ]             |       |                        | Automatische Gewehre | Bus, Touristen | 10   |           |             |

## 2016
| Datum / Beginn  | Ort           | Artikel/Quelle(n) | Täter | Politische Ausrichtung | Mittel                    | Ziel                                            | Tote | Verletzte | Hintergrund |
| --------------- | ------------- | ----------------- | ----- | ---------------------- | ------------------------- | ----------------------------------------------- | ---- | --------- | ----------- |
| 24. Januar 2016 | Saysomboun    | [ 8 ]             |       |                        | Sprengsatz am Straßenrand | Fahrzeug eines chinesischen Bergbauunternehmens | 2    | 1         |             |
| 01. März 2016   | Luang Prabang | [ 9 ]             |       |                        | Schusswaffen              | Bus, Kleintransporter                           | 0    | 5         |             |
| 01. März 2016   | Luang Prabang | [ 10 ]            |       |                        | Schusswaffen              | Angestellte von chinesischer Firma              | 1    | 3         |             |
| 23. März 2016   | Vientiane     | [ 11 ]            |       |                        | Schusswaffen              | Chinesen in Bus                                 | 0    | 6         |             |